# Афёры, музыка, любовь...
«Афёры, музыка, любовь…» — российская музыкальная комедия режиссёра Георгия Юнгвальд-Хилькевича, снимавшаяся в 1993—1996 годах (из-за перебоев с финансированием съёмочный процесс несколько раз прерывался). Премьера состоялась в 1997 году.

## Сюжет
Композитор Кеша в поисках лёгких денег преступает закон и, оказавшись в тюрьме, рассказывает своим сокамерникам («Ленину», «Гитлеру», «Сталину», «Брежневу», Лёне Голубкову) историю своей жизни. А рассказать Кеше есть о чём. Ведь начал он с Надей, двоюродной сестрой, с «концертов» под гитару за подаяние, а закончил самым авантюрным планом добывания денег, включая даже киднеппинг… Надя — профессиональная скрипачка, вынужденная подрабатывать певицей, ей Кеша пообещал записать её сольный компакт-диск.

## В ролях
- Александр Панкратов-Чёрный — Кеша
- Валентин Смирнитский — Стив
- Андрей Анкудинов — Друсь
- Даша Баранова — Кейт
- Надира Мирзаева — Надя (озвучание — Наталья Щукина)
- Юрий Рудченко — капитан
- Виктор Павловский — Лев (озвучание — Игорь Ясулович)
- Ирина Соколовская — Милочка
- Олег Филимонов — офицер полиции
- Алексей Агопьян — игрок
- Альберт Каспарянц — игрок
- Георгий Саакян — «Сталин»
- Анатолий Кокленков — «Ленин»
- Борис Макаров — «Брежнев»
- Александр Шишкин — «Гитлер»
- Владимир Пермяков — Лёня Голубков
- Влад Соколовский — мальчик
- Вячеслав Горбунчиков — заключённый
- Владимир Мальцев — пассажир теплохода
- Андрей Зай — эпизод
- Джемила Панибрат — эпизод
- Георгий Юнгвальд-Хилькевич — эпизод

## Съёмочная группа
- Генеральные продюсеры: Пётр Удис и Олег Ботогов
- Продюсер: Наталья Юнгвальд-Хилькевич
- Исполнительные продюсеры: Джемила Панибрат и Василий Белозоров
- Авторы сценария: Георгий Юнгвальд-Хилькевич и Павел Которобай
- Режиссёр-постановщик: Георгий Юнгвальд-Хилькевич
- Оператор-постановщик: Виктор Ноздрюхин-Заболотный
- Композитор: Игорь Матета
- Автор текстов песен: Леонид Дербенёв
- Исполнители песен: Елена Булычевская и Игорь Матета
- Художник-монтажёр: Ирина Блогерман
- Художник по костюмам: Татьяна Поддубная
- Балетмейстер: Андрей Соколовский
- Директора фильма: Елена Дементьева и Владимир Мальцев

## Факты
- Участие на ОРКФ «Кинотавр—97»: конкурс[3][4].